# Uru-Chipaya
Uru-Chipaya, ime dano porodici indijanskih jezika u područjima Bolivije, čija je moguća srodnost sa starim populacijama Arawaka, kojima se još u andskim predjelima pripisuje Indijance Chango i Puquina. Porodica Uru-Chipaya, povezuje se i s porodicom Mayan, u veliku porodicu Macro-Mayan, a obuhvaća istoimena plemena po kojima je dobila ime. 
Uru Indijanci sebe nazivaju Kot'suñ (na uru jeziku "gente del lago"; jezerski narod) i nastanjeni su na plovećim otocima na jezeru Titicaca i na rijeci Desaguadero, i sebe smatraju najstarijim narodom naa bolivijskom altiplanu. Pleme Chipaya živi u područjku slane pustinje (slanjača) Salar de Coipasa, a njihov ogranak Morato kod jezera Lago Poopó. 
Neki autori tvrde da Uru Indijanci svoj jezik nazivaju pukina ili bukina (Métraux, 1935b: 89) kako bi ga razlikovali od ajmarskog. Uruquilla kako se još naziva jezik uru, da nije isto što i pukina (puquina) i uru, govore stari dokumenti iz ranog 16. stoljeća. Do zbrke s imenima koji su izavali raspravu u jezičnim krugovima,izazvao je proces pukinizacije nekih Urukilla Indijanaca, koji su kasnije ajmarizirani. Naziv Urukilla nekad je označavao posebnu etničku skupinu koja se spominje uz Indijance Uru, Aymara i Sevaroyo  (Espinoza Soriano, 1575-1577, gdje se kaže da su uru među njima najmalobrojniji.  
Jedini izdanak pukina jezika danas je callahuaya, kojim govore Indijanci Callahuaya sjeveroistočno od jezera Titicaca, a na glasu su kao iscjeljitelji. Uru Indijanci sve više preuzimaju kastiljski i quechua jezik i polako se tope u druge populacije. 

## Vanjske poveznice
- Uru-Chipaya  Arhivirana inačica izvorne stranice od 28. studenoga 2008. (Wayback Machine)
- Language Family Trees: Uru-Chipaya
- Tree for Uru-Chipaya  Arhivirana inačica izvorne stranice od 16. studenoga 2010. (Wayback Machine)